# Sche-Phoksundo-Nationalpark
Der Sche-Phoksundo-Nationalpark (Nepali शे-फोकसुण्डो She-Phoksundo, englisch Shey Phoksundo) ist der größte und entlegenste Nationalpark Nepals und einzige Nationalpark des Landes nördlich des Himalaya-Hauptkammes. 
Er wurde 1984 gegründet, hat eine Fläche von 3555 km² und erstreckt sich über die Distrikte Dolpa und Mugu im Nordwesten des Landes auf einer Höhe zwischen 2130 und 6883 m. Markenzeichen und Namensgeber des Parkes ist der Phoksundo-See auf einer Höhe von 3612 m.
Auf kleinere Dörfer verteilt leben im Park ca. 9000 Menschen. Der Park ist bekannt als Rückzugsgebiet für den besonders bedrohten Schneeleoparden.